# NGC 6623
NGC 6623 este o galaxie situată în constelația Hercule. A fost descoperită în  de către .